# Homer1
Homer1 (Homer protein homolog 1) pripada obitelji Homer proteina koji u mozgu imaju ulogu adaptera za mnoge postsinaptičke proteine gustoće. Osim živčanog sustava, eksprimirani su u manjim razinama u perifernim tkivima. Homer1 je jedan od najviše zastupljen protein koji djeluje kao protein skele (eng. scaffold protein).
U sisavaca postoje tri člana obitelji Homer proteina koji su primarno lokalizirati u postsinaptičkoj gustoći neurona: Homer1, Homer2 i Homer3. Homer 1 može se nadalje podijeliti na Homer1a i Homer1b/c. Prvi izolirani protein je Homer1a kojeg kodira neposredno-rani gen hipokampusa. Homer1a je rijetko eksprimiran u uvjetima mirovanja, već se povećano eksprimira prilikom oštećenja ili stimulacije neurona. Alternativnim prekrajanjem gena se dobije Homer s duljom C-terminalnim regijom koja nedostaje u Homer1a proteinu, a prisutna je u proteinima Homer1b i Homer1c. Homer1b/c su konstitutivni proteini koji su redovito eksprimirani u tijelu. Kraći Homer proteini tvore monomere, dok dulji Homer proteini tvore homotetramere.
Osim u sisavaca, u vrstama poput Drosophila, Xenopus i zebrica su pronađeni geni Homer proteina koji potječu od zajedničkog pretka. Pomoću tehnika genomskog sekvencioniranja, predviđa se da Homer proteine također sadrže čimpanze, psi, Fugu i komarci. Homolozi Homer gena nisu pronađeni izvan eukariota.

## Homer1gen
Homer1 gen u sisavaca nalazi se na kromosomu 5q14.2.
Tehnikom analize genetskih klonova utvrđeno je da Homer1 gen dug 100 kilobaza među kojima konstitutivne Homer1b/c kodira 10 egzona, a neposredno-rani Homer1a kodira prvih 5 egzona i sadrži 3’ UTR (eng. untranslated region) koja se prilikom alternativnog prekrajanja mRNA izrezuje kao intron.
Aktivacija neurona stimulira transkripciju kratkog transkripta Homer1a. Njegova ekspresija omogućuje adaptaciju neurona na stres na molekularnoj razini. Smatra se da mehanizmi prelaska na kraće mRNA transkripte uključuju: prerano zaustavljanje RNA polimeraze II, cijepanje mRNA i poliadenilacije formiranog 3’ kraja. Također je prikazano da transkripcijski faktor MEF2 i regulatorna sekvenca TTGTTGGG prisutna u blizini terminacijske regije imaju značajnu ulogu u ovom procesu. Homer1a mRNA transkripti nemaju kodiranu sekvencu na C-terminalnu domenu, dok 3’ UTR regija sadrži karakterističnu ponavljajuću regiju neposredno-ranih gena. Prisutnost te sekvence dovodi do selektivne degradacije Homer1a gena kad nema oštećenja ili stimulacije neurona.

## Struktura
Obitelj Homer proteina sadrže dvije glavne strukturne domene: konzervirana N-terminalna domena i duga Homer-specifična C-terminalna domena. N-terminalna domena Homer1 proteina je vrlo slična domeni Omogućena/vazodilatatorom stimulirana domena homologije 1 fosfoproteina (eng. Enabled/vasodilator-stimulated phosphoprotein (Ena/VASP) homology 1 (EVH1) domain). EVH1 domena prisutna je u proteinima koji su uključeni u aktin posredovanoj pokretljivosti stanice. C-terminalna domena se sastoji od strukture zavojnica i dva motiva leucinskih zatvarača. Kratki Homer1a protein ne sadrži navedenu C-terminalnu regiju.

### N-terminalna domena
N-terminalna EVH1-slična domena je domena vezanja i interakcije s ligandima. Ona veže različite skele i molekule koje su uključene u prijenosu signala poput IPვ receptora, dinamin3, tip 1 metabotropni glutamatni receptora, Shank, itd. [2][3]. Vezanje i interakcija N-terminalne EVH1-slične domene temeljena je na regijama meta i liganda koje su bogate prolinskim aminokiselinskim ostacima i prate sekvencu Pro-Pro-x-x-Phe gdje x označava bilo koju drugu aminokiselinu.
Tercijarna struktura N-terminalne EVH1-slične domene je predviđena korištenjem Rendgenskom kristalografskom ili X-zračnom kristalografskom analizom (eng. X-ray crystallographic analysis). EVH1-slična domena tvori malu globularnu strukturu sastavljena od sedmeročlane antiparalelne β nabrane ploče. Pokraj β nabranih ploča je C-terminalna domena. Prilikom vezanja prolinskih ostataka liganda za N-terminalnu domenu dolazi do minimizacije potencijala da Homer proteini unakrsnim reakcijama reagiraju s drugim proteinima koji su bogati prolinom. Kristalna struktura N-terminalne domene je prikazana na Slici 2.
N-terminalna regija Homer1 proteina u sisavaca je sastavljena od 1 do 175 aminokiselina te je vrlo konzervirana regija zbog čega se također naziva Konzervirana regija Homer1 proteina (eng. Conserved region of Homer1, CRH1). Konzervirana regija Homer1 uključuje EVH1-sličnu domenu i drugi motiv koji sadrži prolin zvan P-motiv (eng. P-motif, Proline motif) koji je specifičan za Homer1 u sisavaca. Prilikom interakcije s drugim Homer1 proteinom, CRH1 jednog Homer1 proteina interagira s CRH1 drugog Homer1 proteina na način da intermolekularnim vezama veže P-motiv. Rezultati kristalografske analize upućuju da prilikom navedene interakcije EVH1 prepoznaje Pro-Pro-x-x-Phe regiju pri čemu dolazi do djelomičnog preklapanja navedene regije. P-motiv je time bitan za regulaciju multimerizacije Homer1 proteina.

### C-terminalna domena
C-terminalna domena prisutna u duljim Homer proteinima poput Homer1b/c proteina se naziva domena samosastavljanja ili multimerizacije i posreduje u homofilnim ili heterofilnim interakcijama s različitim proteinima u Homer obitelji. Smatra se da dulji Homer proteini koji se vežu za C-terminalnu domenu sudjeluju u staničnom signalizacijskom kompleksu na način da dovode različite mete u neposrednu blizinu kako bi nadalje provodili stanične signale.
Tercijarna struktura C-terminalne domene predviđena je tehnikom kristalizacije i X-zračnom kristalografijom pri 1.75 Å. Navedenom tehnikom je uviđeno da C-terminalna domena duljih Homer proteina ima strukturu spiralne zavojnice nakon koje slijede dva motiva leucinskog zatvarača (ZipA i ZipB). Spiralne zavojnice Homer proteina uključene su u protein-protein interakcije na način da stvaraju tetramere s drugim Homer proteinima što u konačnici omogućuje izvršavanje funkcije proteina. Homer1a nema motiv leucinskih zatvarača, dok Homer1b/c imaju dva motiva. Smatra se da je funkcija leucinskih zatvarača ključna u samomultimerizaciji. Prilikom multimerizacije Homer1c proteina, ključan je ZipB na C-terminalnoj domeni ključan. Homer 1b tvori tetramer putem spiralne zavojnice i leucinskog zatvarača.

## Funkcija
Homer1 proteini djeluju kao proteini skele unutar postsinaptičke gustoće neurona, gdje, osim što imaju ključnu ulogu u organizaciji sinaptičkog proteinskog kompleksa (Slika 3), sudjeluju i u regulaciji sinaptičke signalizacije te u unutarstaničnom kalcijevom signalnom odgovoru. Dvije glavne izoforme ovog proteina – kratka (Homer1a) i duga (Homer1b/c) – razlikuju se u svojoj strukturi, što posljedično uvjetuje i njihove funkcionalne razlike.

### Homer1b/c
Duge izoforme Homer1b/c, putem svojih EVH1-sličnih domena, vežu se na prolin-bogate sekvence unutar ciljnih proteina poput metabotropnih glutamatnih receptora 1 i 5 (mGluR1 i mGluR5), inozitol-1,4,5-trifosfatnog receptora (IP3R), TRPC kanala (kanali za protok kalcija) i Shank proteina (Slika 3). Time omogućuju organizaciju specifičnih signalnih kompleksa na postsinaptičkoj gustoći. Istovremeno, njihova sposobnost tvorbe multimernih struktura putem C-terminalnih domena dodatno stabilizira ove komplekse i povezuje ih u funkcionalne mreže.
Takva organizacija omogućuje usklađenu regulaciju postsinaptičkih signalnih puteva, učinkovitu lokalizaciju receptora na sinaptičkoj membrani te prijenos signala prema unutarstaničnim efektorima. Posljedično, Homer1b/c proteini imaju ključnu ulogu u održavanju sinaptičke arhitekture i modulaciji sinaptičke plastičnosti, procesa koji su temeljni za učenje i pamćenje.

### Homer1a
Homer1a je kratka, aktivno inducirana izoforma Homer1 proteina koja ima ključnu ulogu u preciznom moduliranju sinaptičke aktivnosti u neuronima. Za razliku od konstitutivno izraženih izoformi Homer1b/c, Homer1a se eksprimira u odgovoru na pojačanu sinaptičku aktivnost, uključujući procese poput dugotrajne sinaptičke depresije (LTD), učenja i reakcije na ozljede mozga. Budući da mu nedostaje C-terminalna domena, Homer1a ne može stvarati multimerne komplekse kao duge izoforme. Umjesto toga, natječe se za vezanje na iste ciljne proteine, čime ometa njihovu međusobnu povezanost i narušava stabilnost sinaptičkih signalnih mreža. Na taj način omogućuje njihovu razgradnju i ponovno formiranje, što pridonosi preuređenju sinaptičke arhitekture.

Sposobnost Homer1a da prekida stabilne interakcije između receptora i njihovih vezanih proteina omogućuje neuronima da prilagode svoj sinaptički odgovor promjenjivim podražajima iz okoline. Takva regulacija važna je za procese sinaptičke plastičnosti, ali i za zaštitu od prekomjerne aktivacije. Zbog te uloge u održavanju ravnoteže sinaptičke signalizacije, poremećaji u ekspresiji ili funkciji Homer1a mogu biti povezani s razvojem različitih neuroloških bolesti.

## Uloga u bolesti
Homer1 protein, osobito njegova izoforma Homer1a, ima ključnu ulogu u regulaciji sinaptičke signalizacije i plastičnosti, što ga čini važnim faktorom u mnogim neuropsihijatrijskim i neurodegenerativnim bolestima, kao i u određenim bolestima oka i mišićno-koštanog sustava. Dugolančane izoforme Homer1b/c stabiliziraju sinaptičke komplekse povezivanjem receptora poput mGluR1/5 s drugim signalnim komponentama, dok kratkolančana Homer1a djeluje kao dominantni negativni regulator, modulirajući adaptivne promjene u neuronskoj signalizaciji. Razumijevanje njegove uloge otvara vrata za razvoj ciljanih terapija u liječenju bolesti središnjeg živčanog sustava.

### Neuropsihijatrijski poremećaji
Promjene u ekspresiji Homer1 proteina povezane su s patofiziologijom različitih neuropsihijatrijskih poremećaja poput shizofrenije, depresije i bipolarnog poremećaja. Istraživanja su pokazala da neravnoteža između izoformi Homer1a i Homer1b/c može dovesti do disregulacije glutamatne neurotransmisije, čime se narušava osjetljivost sinapsi i stabilnost neuronskih mreža.
Homer1a, čija je ekspresija inducibilna aktivnošću neurona, narušava stabilne interakcije uspostavljene dužim izoformama, što može poremetiti sinaptičke mehanizme prilagodbe na podražaje. Ova disfunkcija može se očitovati u kognitivnim smetnjama, promjenama raspoloženja i poremećajima perceptivnog procesiranja karakterističnima za shizofreniju i srodne poremećaje.
Stresne situacije i depresivna stanja značajno utječu na ekspresiju Homer1a. Uočeno je da se razina Homer1a povećava nakon kroničnog stresa, što može djelovati kao homeostatski mehanizam obrane živčanog sustava. Neka istraživanja pokazuju da Homer1a ima potencijalne antidepresivne učinke, što ga čini zanimljivim kandidatom za razvoj novih terapijskih pristupa.

### Neuroprotekcija
Osim u patofiziološkim stanjima, Homer1a pokazuje i zaštitna svojstva u uvjetima stresa za neurone, poput hipoksije i neuroinflamacije. Povećana ekspresija Homer1a smanjuje apoptozu, ograničava upalne procese i stabilizira unutarstanične signalne puteve. Ovi mehanizmi ukazuju na moguću primjenu Homer1a kao terapijskog cilja u neurodegenerativnim bolestima i stanjima poput moždanog udara.

### Ovisnosti i psihostimulansi
Uloga Homer1a prepoznata je i u kontekstu ovisnosti, osobito na odgovor mozga na psihostimulativne tvari poput kokaina, alkohola, amfetamina i opijata. Homer1a regulira stabilnost NMDA receptora i njihovu dostupnost na sinaptičkoj površini, čime se modulira neuroplastičnost povezana s nagradnim sustavom. Deregulacija ovog mehanizma može pridonijeti razvoju ovisničkog ponašanja.